# Oberer Gründel
Oberer Gründel ist ein mit Verordnung des Regierungspräsidiums Karlsruhe vom 29. Dezember 1989 ausgewiesenes Naturschutzgebiet mit der Nummer 2.126. 

## Lage
Das Naturschutzgebiet befindet sich im Naturraum Schwarzwald-Randplatten etwa 1000 Meter nordwestlich des Haiterbacher Stadtteils Beihingen.

## Schutzzweck
Laut Verordnung ist der Schutzzweck die Erhaltung und Förderung einer naturraumtypischen Landschaft als Standort vor allem von Halbtrockenrasengesellschaften mit zahlreichen gefährdeten Pflanzenarten und als Lebensraum insbesondere gefährdeter Amphibien, Schmetterlinge und Vögel.

## Flora und Fauna
In den Halbtrockenrasen des Gebiets sind anzutreffen: Deutscher Fransenenzian, Gewöhnlicher Fransenenzian, Silberdistel, Golddistel, Tauben-Skabiose und die Stängellose Kratzdistel. Die kleinen Tümpel des Gebiets sind wichtige Laichgewässer für den Grasfrosch, die Erdkröte und den Bergmolch.